# Next Handball League Men 2024/25
De Next Handball League Men 2024/25 is de hoogste afdeling van het Nederlandse handbal bij de heren op landelijk niveau. Voorheen werd de competitie ook wel de eredivisie genoemd. Aan de Next Handball League doen zestien teams aan mee.
Voor het seizoen zal de Super Handball League uitgebreid worden van 12 naar 14 teams. Het zelfde zal gebeuren in de Next Handball League. De competitie gaat van 16 naar 14 teams. Hierdoor is de opzet gewijzigd. 
Eind mei maakte Limburg Lions bekend om te stoppen in de Super Handball League voor het seizoen 2025/26 hierdoor kwam een extra promotieplek vrij. Enkele dagen later kwam Watersley R+D Handball Team met het zelfde nieuws om te stoppen, nu zou een extra promotieplek vrijkomen in de Next Handball League. 

## Opzet
- De nummer 1 is kampioen en promoveert rechtstreeks naar de HandbalNL League en Super Handball League.
- De nummer 6 van de HandbalNL League speelt in een BOT (2) met de nr. 2 van de eredivisie om een plek in de HandbalNL League en Super Handball League.
- De nummers 1 t/m 4 van de Next Handball League zijn rechtstreeks geplaatst voor de 1/8 finales van de landelijke bekercompetitie 2025/2026.
- De nummers 15 en 16 degraderen rechtstreeks naar de eerste divisie.
- Wanneer er door terugtrekkingen of degradatie aanvragen extra plaatsen vrijkomen in de eredivisie heeft de nummer 15 het 1e recht op de vrijgekomen plaats.

## Teams
| Ploeg                           | Plaats           | Provincie     | Trainer(s)                                               | Hal                |
| ------------------------------- | ---------------- | ------------- | -------------------------------------------------------- | ------------------ |
| Aalsmeer 2                      | Aalsmeer         | Noord-Holland | Celine Michielsen                                        | De Bloemhof        |
| iApples/Aristos                 | Amsterdam        | Noord-Holland | Vlad Tufis                                               | Aristoshal         |
| Herpertz Bevo HC 2              | Panningen        | Limburg       | Arjan Schoock                                            | De Heuf            |
| BFC                             | Beek             | Limburg       | Richard Curfs                                            | De Haamen          |
| DFS Arnhem                      | Arnhem           | Gelderland    | Vladan Mijalkovic                                        | Rijkerswoerd       |
| Dynamico                        | Oss              | Noord-Brabant | Alexander Plum                                           | Rusheuvel          |
| Oosting E&O/Hurry-Up            | Emmen            | Drenthe       | Jan Gerald Mulder Martin de Hoop ontslagen december 2024 | Oosting Arena      |
| Feyenoord Handbal               | Rotterdam        | Zuid-Holland  | Remco Peters                                             | Wielewaal          |
| Bidfood/Hellas                  | Den Haag         | Zuid-Holland  | Richard Rijkens                                          | Hellashal          |
| Hypotheek Visie Eindhoven/PSV   | Eindhoven        | Noord-Brabant | Ephrahim Jerry Damir Josipovic                           | De Vijfkamp        |
| HV Quintus                      | Kwintsheul       | Zuid-Holland  | Neso Saponjic                                            | Eekhout Hal        |
| Rapiditas                       | Weert            | Limburg       | Osvaldo Gomes                                            | Aan de Bron        |
| van Mossel MG/Tachos-Witte Ster | Waalwijk         | Noord-Brabant | Frank van Ommen                                          | De Slagen          |
| TuijpsHuysch/Volendam 2         | Volendam         | Noord-Holland | Marco Woltersom                                          | Opperdam           |
| Watersley R+D Handball Team     | Sittard - Geleen | Limburg       | Martin Vlijm                                             | Glanerbrook        |
| B&B Healthcare/WHC-Hercules     | Den Haag         | Zuid-Holland  | Wesley Hage                                              | Loosduinen Boswijk |

## Stand
| Pos | Club                            | Wed | W  | G | V  | Ptn | DV   | DT  | Opmerking                              |
| --- | ------------------------------- | --- | -- | - | -- | --- | ---- | --- | -------------------------------------- |
| 1   | B&B Healthcare/WHC-Hercules     | 30  | 26 | 1 | 3  | 53  | 1028 | 780 | Promotie naar de Super Handball League |
| 2   | Bidfood/Hellas                  | 30  | 21 | 3 | 6  | 45  | 946  | 795 | Promotie naar de Super Handball League |
| 3   | HV Aalsmeer 2                   | 30  | 22 | 0 | 8  | 44  | 900  | 745 |                                        |
| 4   | Hypotheek Visie Eindhoven/PSV   | 30  | 19 | 1 | 10 | 39  | 918  | 868 |                                        |
| 5   | van Mossel MG/Tachos-Witte Ster | 30  | 18 | 2 | 10 | 38  | 889  | 799 |                                        |
| 6   | Feyenoord Handbal               | 30  | 18 | 2 | 10 | 38  | 878  | 809 |                                        |
| 7   | TuijpsHuysch/Volendam 2         | 30  | 16 | 0 | 14 | 32  | 862  | 875 |                                        |
| 8   | BFC                             | 30  | 14 | 2 | 14 | 30  | 873  | 837 |                                        |
| 9   | DFS Arnhem                      | 30  | 13 | 2 | 15 | 28  | 884  | 898 |                                        |
| 10  | Herpertz Bevo HC 2              | 30  | 13 | 1 | 16 | 27  | 834  | 894 |                                        |
| 11  | HV Quintus                      | 30  | 10 | 2 | 17 | 22  | 698  | 749 |                                        |
| 12  | Oosting E&O/Hurry-Up            | 30  | 10 | 2 | 18 | 22  | 847  | 939 |                                        |
| 13  | Dynamico                        | 30  | 9  | 2 | 19 | 20  | 860  | 898 |                                        |
| 14  | Rapiditas                       | 30  | 8  | 1 | 21 | 17  | 762  | 914 |                                        |
| 15  | Watersley R+D Handball Team     | 30  | 8  | 1 | 20 | 17  | 733  | 886 | Degradatie naar de eerste divisie      |
| 16  | iApples/Aristos                 | 30  | 3  | 0 | 27 | 2   | 761  | 987 | Degradatie naar de eerste divisie      |

Bron: NHV Uitslagen-standen
 Uitgesloten voor evt. promotie naar de BENE-League.